# Kamp Staaldraad
Le Kamp Staaldraad (mots de langue afrikaans, que l'on peut traduire à peu près comme le Camp de fil de fer barbelé) était une préparation para-militaire, style camp de rééducation, mise en place pour créer un esprit d'équipe pour l'équipe d'Afrique du Sud de rugby à XV, les Springboks (ou Boks), pendant la préparation de la Coupe du monde de rugby 2003. Quand les détails de la préparation du camp parvinrent aux medias de l'Afrique du Sud, ils soulevèrent une vague d'indignation qui mit le feu à tous les plus hauts niveaux de l'administration du rugby sud-africain.

## Le contexte
Le précédent sélectionneur, Harry Viljoen, reste seulement quatorze mois à la tête des Springboks avec un bilan de huit victoires, un nul et six défaites. L'Angleterre et la France gagnent à deux reprises, comme la Nouvelle-Zélande lors du Tri-nations 2001. 
Rudolf Straeuli succède à Harry Viljoen pour la période 2002-2003 et il n'est pas meilleur. Les résultats ne sont pas à la hauteur, le 23 novembre 2002, l'Angleterre corrige les Springboks 53-3, le tri-nations 2003 est décevant. Rudolf Straeuli souhaite produire un électroc-choc et souder l'équipe.

## Les faits
En septembre 2003, l'entraîneur des Springboks'' Rudolf Straeuli programme la présence de son équipe dans un camp de la police dans le bush sud-africain, près de la ville de Thabazimbi au nord de Pretoria dans le Camp Staaldraad.
Il délègue largement à son encadrement technique, la responsabilité des opérations de gestion de l'équipe du constituée par d'ex-membres des forces d'intervention d'élite de la police recrutés pour la circonstance.
Les joueurs sud-africains subirent un véritable entraînement commando et conditionnement à la haine[Quoi ?] avec bains glacés, pistolet sous le nez, nuit dans la brousse. 
« En arrivant les joueurs étaient déshabillés, forcés à ramper nus sur du gravier puis rhabillés et sommés de recommencer ».
Ces exercices étaient ponctués de séances au cours desquelles les 30 membres du groupe Springboks sélectionnés pour le Mondial, devaient porter des pneus, des poteaux ou de lourds sacs aux couleurs de l'Angleterre et de la Nouvelle-Zélande les deux pays donnés favoris avant le début de la Coupe du monde.
Parmi les autres situations dont il s'est fait l'écho, il a notamment fait état, en substance, de joueurs enfermés dans une fosse étroite pendant qu'on leur diffusait pendant des heures l'hymne anglais God Save The Queen ou le haka (chant de guerre maori lancé traditionnellement par les All Blacks néo-zélandais avant chacun de leurs matches).
Selon la source citée par le Sunday Times, les joueurs sélectionnés furent forcés de déchirer leurs papiers d'identité, leurs photos personnelles, et à détruire leurs téléphones portables, cela toujours sous la menace d'une arme, le tout sans oublier de les asperger périodiquement d'eau glacée.
« Plus tard, les joueurs ont dû plonger nus dans un lac gelé pour y gonfler des ballons de rugby sous l'eau. Ceux qui essayaient de sortir, comme le capitaine Corne Krige, étaient sommés de replonger sous la menace d'un pistolet », a affirmé le journal. 
Autre raffinement: tous les membres du groupe ont dû passer une nuit seul en brousse avec pour tout bagage une demi allumette et un œuf. À rapporter cuit.[style à revoir]
Ces révélations furent obtenues grâce aux témoignages de deux joueurs qui, sous couvert de l'anonymat, ont rompu le serment qui leur avait été imposé de garder l'expérience secrète.
Après que les controverses eurent éclaté sur l'affaire du camp, plusieurs membres de l'encadrement ont expliqué que la finalité était de supprimer toute trace d'individualisme chez les joueurs.
Il est à noter que précédemment l'équipe des All Blacks avaient effectué un stage commando en pleine jungle, lui aussi encadré par d'anciens militaires des forces spéciales d'intervention australien, dans le but de renforcer la cohésion du groupe.